# Jean Tailleur

Bischofswappen von Jean Tailleur

Jean Tailleur (* 5. November 1963 in Québec) ist ein kanadischer römisch-katholischer Geistlicher und Weihbischof in Québec.

## Leben
Jean Tailleur studierte Philosophie und Theologie an der Universität Laval und erwarb anschließend das Lizenziat in Kanonischem Recht an der Saint Paul University in Ottawa. Das Sakrament der Priesterweihe empfing er am 25. November 1990 für das Erzbistum Québec.
Nach der Priesterweihe war er bis 1996 in der Pfarr- und Schulseelsorge tätig. Von 1996 bis 2000 war er Seelsorger am Knabenseminar und von 2000 bis 2008 Jugendseelsorger. Neben seinen anderen Aufgaben war er von 1997 bis 2013 außerdem Militärseelsorger eines Reserveregiments. Von 2011 bis 2024 war er Kanzler der Diözesankurie. 2013 wurde er zum Domkapitular des Metropolitankapitels ernannt. 2024 wurde er zum Generalvikar und Moderator der Kurie des Erzbistums berufen.
Papst Franziskus ernannte ihn am 12. Dezember 2024 zum Titularbischof von Abora und zum Weihbischof in Québec. Der Erzbischof von Québec, Gérald Cyprien Kardinal Lacroix ISPX, spendete ihm am 21. Februar des folgenden Jahres  in der Kathedrale Notre-Dame de Québec die Bischofsweihe. Mitkonsekratoren waren die Weihbischöfe Marc Pelchat und Juan Carlos Londoño.